# Canischio
Canischio (piemontesisch Canis-cio) ist eine Gemeinde in der italienischen Metropolitanstadt Turin (TO), Region Piemont.

## Lage und Einwohner
Canischio liegt 52 km nördlich von Turin und hat 269 Einwohner (Stand 31. Dezember 2023). Die Nachbargemeinden sind Sparone, Cuorgnè, Alpette, San Colombano Belmonte, Pratiglione und Prascorsano. Das Gemeindegebiet liegt im Val Gallenca und umfasst eine Fläche von 11 km²

## Geschichte

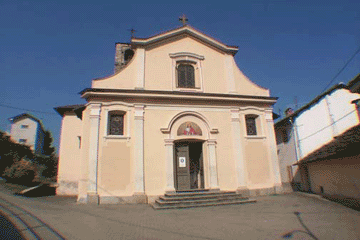
Die Pfarrkirche

Die entfernteste und bekannteste Erwähnung des Ortsnamens stammt aus dem Jahr 1286, als es „Canusco“ genannt wird. Im Mittelalter war es ein Lehen der im Besitz der Adelsfamilie Silvesco war. Anschließend wurde die Gerichtsbarkeit den Adelsgrafen von Valperga anvertraut. Im Jahr 1380 beteiligte sich die von Ungerechtigkeiten, Missbräuchen und Steuern erstickte lokale Bevölkerung am Tuchini-Aufstand, um sich von der Unterdrückung der Feudalmacht zu befreien.

## Sehenswürdigkeiten
- Die Pfarrkirche San Lorenzo im prächtigen Barockstil, neben der sich ein wunderschöner Glockenturm aus dem Jahr 1000 befindet.
- Die Kapelle San Grato, unweit des Stadtzentrums, das bemerkenswerte Gemälde aus dem späten 15. Jahrhundert beherbergt.